# Llengües prearawak de les Grans Antilles
Les llengües prearawak de les Grans Antilles, específicament a Cuba, i Hispaniola, semblen haver precedit a les llengües arawak com el taïno. No se'n sap gairebé res, tot i que un parell de paraules enregistrades, juntament amb alguns topònims, suggereixen que no eren arawak ni carib, les famílies de les llengües certificades de les Antilles. Es registren tres idiomes: guanahatabey, macorix (o macoris, aparentment en dos dialectes) i ciguayo.

## Idiomes
Hi havia tres poblacions prerawakanes en el moment de la conquesta espanyola, i es van extingir en un segle. aquests eren
- els guanahatabeys de l'oest de Cuba (de vegades confós amb els arawaks siboney),
- els Macorix (Mazorij) en dues poblacions: la península de Pedernales i el nord-est d'Hispaniola (moderna República Dominicana), i
- el ciguayo (Siwayo) del nord-est d'Hispaniola (península de Samaná).

Evidentment eren totalment inintel·ligibles mútuament amb el taïno. El ciguayo i el macorix eren aparentment moribunds quan el cronista De las Casas va arribar a l'illa el 1502. Va escriure a la seva "Historia" (1527–1559),
| « | És aquí de saber que un gran tros desta costa, bé més de 25 o 30 llegües, i 15 bones, i encara 20 d'ample, fins a les serres que fan desta part del Nord la Gran Vega inclusivament, era poblada d'unes gents que es deien mazoriges, i altres ciguayos, i tenien diverses llengües de la universal de tota l'illa. No em recordo si diferien aquests en la llengua, com ha tants anys, i no hi ha avui un ni cap a qui ho preguntar, ja que vaig conversar fartes vegades amb totes dues generacions, i són passats ja més de cinquanta anys. | » |

Tanmateix, en altres llocs, assenyala que les llengües veïnes no eren intel·ligibles entre si.
| « | Hi havia tres idiomes en aquesta Illa, que no s'entenien entre ells; un era de la gent que anomenàvem del Macorix a sota, i un altre dels veïns del Macorix al penya-segat, que vam col·locar al penya-segat per quarta i per sisena província; l'altra llengua va ser l'universal de tota la terra. | » |

## Classificació
Poc més se sap de les llengües, a part de la paraula "or" en ciguayo, "tuob", esmentada a la frase que precedeix immediatament el primer passatge anterior:
| « | Aquí no anomenaven caona a l'or com a la primera part d'aquesta illa, ni nozay com a l'illa de Guanahani o San Salvador, sino tuob. | » |

Tuob – ja sigui dues síl·labes o una ([tu.ob] o [twob]) – no pot ser una paraula taïno. Tant les llengües arawak com les carib tenien una estructura de síl·laba simple C V, el que suggereix que el ciguayo no sols era inintel·ligible, sinó que en realitat era d'una família lingüística diferent de la dues llengües conegudes del Carib. Granberry (1991) ha especulat que podrien haver estat relacionades, no amb les llengües d'Amèrica del Sud com ho era el taïno, sinó amb llengües d'Amèrica Central que tenien estructures de síl·laba més similars. Cuba occidental està prou a prop de la península de Yucatán per fer creuaments en canoa en el moment de la conquesta i, de fet, un estudi genètic realitzat el 2020 va suggerir un origen centreamericà de la població pre-arawak.
En ciguayo, també hi ha el nom propi Quisqueya (Kiskeya), i en Macorix una forma negativa, baeza. La paraula taïno de Guanahani (siboney en sentit estricte) per l' ‘or’, nozay, escrit en altres lloc nuçay (nosai, nusai), podria ser d'origen warao, ja que la paraula warao per ‘or’ és naséi simo ('còdol groc'). Tanmateix, les paraules comercials com "or" són fàcilment manllevades.